# Льомасар
Льомаса́р (рос. Лёмасарь) — село в Кіровському районі Ленінградської області, Росія.

## Відомі особистості
В поселенні народилась:
- Богданова Галина Михайлівна (1915—1998) — радянська робітниця-шліфувальниця, Герой Соціалістичної Праці.